# Danuta Musioł

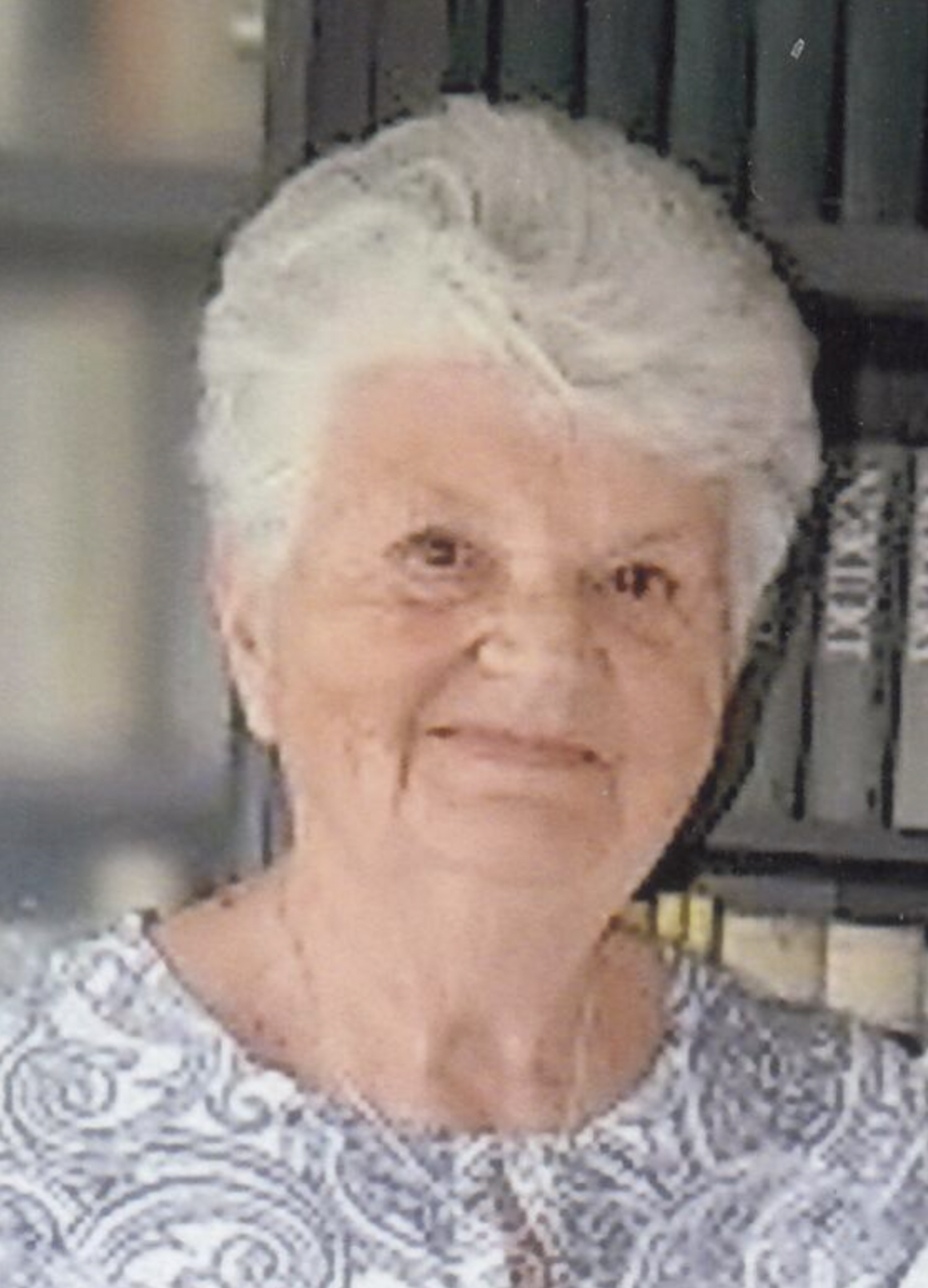
Danuta Szyndler Musioł

Danuta Musioł (z domu Szyndler) (ur. 7 września 1931 w Wadowicach) – polonistka, bibliotekarka i bibliofil, autorka publikacji z zakresu księgoznawstwa, bibliotekarstwa oraz biogramów,  absolwentka Wydziału Humanistycznego Uniwersytetu Jagiellońskiego w Krakowie, w latach 1954-1997 pracowała w Bibliotece Śląskiej w Katowicach.

## Życiorys
Córka nauczycieli Janiny z domu Hanusiak i Zygmunta Szyndlerów. Dzieciństwo spędziła w Chlewskiej Woli (powiat włoszczowski), gdzie rozpoczęła naukę w szkole powszechnej we wrześniu 1937 r. Później wraz z rodzicami przeniosła się do Szczekocin (dzisiaj województwo śląskie) i tam spędziła swoją młodość.
Ukończyła dwie klasy szkoły powszechnej jeszcze przed wybuchem II wojny światowej. Później w okresie okupacji naukę kontynuowała na tajnych kompletach, prowadzonych przez jej ojca Zygmunta Szyndlera (członek Tajnej Organizacji Nauczycielskiej (TON) i przedstawiciel opieki społecznej w Powiatowej Komisji Oświaty i Kultury). Egzamin z programu I klasy gimnazjalnej złożyła przed Tajną Komisją w połowie 1944 r. W styczniu 1945 r. rozpoczęła naukę w II klasie gimnazjalnej, świadectwo dojrzałości otrzymała 1 czerwca 1949 r. w Szkole Ogólnokształcącej stopnia licealnego w Szczekocinach. Studiowała w latach 1949-1954 na Wydziale Humanistycznym Uniwersytetu Jagiellońskiego w Krakowie uzyskując stopień magistra filologii polskiej.
Mąż Karol Musioł, germanista, absolwent Zawodowej Szkoły Operowej w Krakowie, Dyrektor Biblioteki Głównej Akademii Muzycznej w Katowicach oraz prorektor tej uczelni. Dnia 25 sierpnia 1956 r. odbył się ślub Danuty i Karola Musiołów. Syn Michał urodził się 6 sierpnia 1957 r. (obecnie starszy kustosz w Muzeum Historii Katowic). Wnuk Szymon urodził się 5 maja 1990 r. Studiował medycynę w Cambridge. Obecnie pracuje jako lekarz w Bristolu (Wielka Brytania). Synowa Aleksandra Musioł, polonistka (ur. 20.09.1962 r.) była długoletnią Dyrektorką Szkoły Podstawowej nr 17 im. T. Kościuszki w Katowicach.

## Kariera zawodowa
Do Katowic trafiła z nakazu pracy, gdzie 1 września 1954 r. rozpoczęła pracę w Bibliotece Śląskiej w Katowicach. Początkowo związana z Działem Gromadzenia Zbiorów, później z Działem Opracowania Druków Nowych, tam do 17 listopada 1958 r. była kierownikiem Sekcji Opracowania Podstawowego. W latach 1970–1971 pracowała w Dziale Bibliograficzno-Informacyjnym. Następnie w latach 1972-1982 piastowała stanowisko kierownika Działu Zbiorów Specjalnych. Pod jej kierunkiem uporządkowano, zinwentaryzowano oraz skatalogowano ulotki archiwalne, zbiory muzyczne, kartograficzne, ikonograficzne (grafika oryginalna, ekslibrisy, fotografie, pocztówki) oraz mikrofilmowe w Bibliotece Śląskiej. W tym też okresie wraz z zespołem bibliotekarzy starała się systematycznie uzupełniać zbiory współczesnej grafiki śląskiej, która obecnie stanowi cenne źródło informacji ikonograficznych w Silesiance. W 1982 r., po niespodziewanej  śmierci Męża, zrezygnowała z funkcji kierownika Działu Zbiorów Specjalnych w Bibliotece Śląskiej. Cały czas jednak pracowała w agendzie ikonograficznej w niepełnym wymiarze czasu pracy, aż do 31 grudnia 1997 roku, kiedy przeszła na emeryturę.
Popularyzowała wiedzę na temat Biblioteki Śląskiej, jest współautorką dwóch informatorów o bibliotece, jej historii, funkcjonowaniu oraz zbiorach. Autorka licznych publikacji na temat księgoznawstwa, bibliotekarstwa, bibliofilstwa oraz biogramów. Prowadziła wiele pokazów, wykładów oraz pogadanek dla młodzieży szkolnej, bibliotekarzy i różnych grup specjalistycznych. Autorka lub współautorka prawie pięćdziesięciu wystaw problemowych i okolicznościowych. Do wielu wystaw przygotowała drukowane katalogi lub foldery.
Współpracowała w 1955 r. z  Zakładem Bibliografii Polskiej XIX w. im. Karola Estreichera w Krakowie, gdzie prowadziła tam prace redakcyjne do drugiego, poszerzonego wydania Bibliografii Polskiej XIX w. Następnie w latach 1987-2007 r. przygotowywała hasła Bibliografii Polskiej XV-XVIII w. Wymieniono jej nazwisko na stronie internetowej Centrum Badawczego Bibliografii Polskiej Estreicherów wśród honorowych konsultantów.
Wyszukała i szczegółowo opisała albionika znajdujące się w zbiorach Biblioteki Śląskiej, przez co przyczyniła się do stworzenia światowego skomputeryzowanego systemu informacji o angielskich drukach osiemnastowiecznych – Eighteenth Century Short Title Catalogue (ESTC), który znajduje się w Bibliotece Brytyjskiej w Londynie. Pieczę nad pracami bibliograficznymi prowadzonymi w Polsce sprawowała  Biblioteka Uniwersytecka w Warszawie.
W latach 1977–1978 prowadziła działalność dydaktyczną w Zakładzie Bibliotekoznawstwa i Informacji Naukowej Uniwersytetu Śląskiego w Katowicach.
Członek Stowarzyszenia Bibliotekarzy Polskich od 1954 r., Śląskiego Towarzystwa Miłośników Książki i Grafiki,  Komisji Rewizyjnej Rady Zakładowej Związków Zawodowych Pracowników Kultury i Sztuki, Towarzystwa im. Fryderyka Chopina, Oddział w Katowicach, „Solidarności”, sekretarz Kasy Zapomogowo-Pożyczkowej Biblioteki Śląskiej, przewodnicząca Komisji ds. Kobiet Pracujących Rady Zakładowej Związku Zawodowego Pracowników Kultury i Sztuki przy Bibliotece Śląskiej.

### Osiągnięcia zawodowe
Uprawnienia bibliotekarza dyplomowanego uzyskała 19 lutego 1993 r. od Komisji Egzaminacyjnej dla Bibliotekarzy i Dokumentalistów Dyplomowanych przy Ministrze Edukacji Narodowej. Stanowisko adiunkta naukowo-badawczego (zrezygnowała 1 I 1989 r.) przyznano jej 1 stycznia 1977 r. Tytuł starszego kustosza dyplomowanego otrzymała 1 czerwca 1994 r.

## Nagrody i wyróżnienia
Złota Odznaka Zasłużonemu w Rozwoju Województwa Katowickiego (18 V 1973), Złoty Krzyż Zasługi (26 V 1976), Zasłużony Działacz Kultury (23 IX 1980), Krzyż Kawalerski Orderu Odrodzenia Polski (11 VII 1984), Dyplom honorowy Ministra Kultury i Sztuki za osiągnięcia w upowszechnianiu kultury (10 VIII 1982), Złota Odznaka Zasłużonemu dla Towarzystwa Przyjaciół Książki (28 XI 1988 r. z okazji jubileuszu dwudziestolecia istnienia Oddziału Śląskiego), Honorowy Członek Śląskiego Towarzystwa Miłośników Książki i Grafiki (22 IV 2008)

## Najważniejsze publikacje
- „Amicus librorum” dla Romana Chrząstowskiego, „Komunikat Towarzystwa Przyjaciół Książki” Nr 76/77, R. 33/34: 1996/1997, Warszawa 2001, s. 41-43.
- Aspects of Chopin in the musical periodicals of Upper Silesia (1929-1948), [w:] Chopin in Silesia, Katowice 1974, s. 11.
- Bibliografia prac drukowanych Karola Musioła 1955-1985, Katowice 1993, [2], 30 s., portr.
- Bibliografia prac drukowanych Karola Musioła 1955-1985, [w:] Księga. In memoriam Karol Musioł 1929-1982, Katowice 1992, s. 23-44.
- Chopiniana w górnośląskich czasopismach muzycznych (1929-1948) [w:] Chopin na Śląsku. Zeszyt naukowy wydany z okazji XX-lecia istnienia ekspozytury katowickiej Towarzystwa im. Fryderyka Chopina, red. K. Musioł, Katowice 1973, s. 64-68.
- Dwudziestopięciolecie Oddziału Śląskiego Towarzystwa Przyjaciół Książki w Katowicach 1968-1993, Katowice 1994, 13, [2] s. Druk bibliofilski w nakładzie 111 numerowanych egzemplarzy.
- Gegenstand und Methoden der Bibliothekswissenschaft unter besonderer Berücksichtigung der Bibliothekswissenschaft als Hochschuldisziplin. Zweite Konferenz der bibliothekswissenschaftlichen Hochschulen und Institute in der sozialistischen Ländern. Berlin, 20-26 Mai 1962. Referate, Materialien, Diskussionen, Ergebnisse und Empfehlungen, Leipzig, 1963, 348 s. [Recenzja], „Biuletyn Informacyjny Biblioteki Śląskiej” R. 9 : 1964 nr 3, s. 128-130.
- Gertruda Łucja Butlerowa, „Komunikat Towarzystwa Przyjaciół Książki” nr 78/82, R. 35/39: 1998/2002, Warszawa 2004, s. 109-110.
- Grafika Pawła Stellera. Biblioteka Śląska. Wystawa: wrzesień-październik 1977, Katowice 1977, [8] s., il.
- Józef Mayer – nestor bibliotekarstwa na Śląsku (1902-1996), „Komunikat Towarzystwa Przyjaciół Książki” nr 76/77, R. 33/34: 1996/1997, Warszawa 2001, s. 53-56, portr.
- Książki mają swe uśmiechy (O bibliofilskich pasjach Marii Skalickiej z Ustronia), [w:] Wydawnictwo okolicznościowe z okazji otwarcia oddziału Muzeum Hutnictwa i Kuźnictwa w Ustroniu pod nazwą Zbiory Marii Skalickiej, Ustroń 1993, s. [7-10], il.
- Maria Skalicka 1923-2002 in memoriam, Katowice 2005, 11 s., portr.
- - Paweł Hieronim Rybicki (1902-1988) , „Książnica Śląska” T. 25: 1988-1994, s. 115-120, portr.
- Paweł Steller – życie i dzieło (wystawa: 4 września – 31 października 1977 r.), „Książnica Śląska” T. 20 : 1975-1978 (druk 1980), s. 20-25.
- - Profesor Józef Mayer [Wspomnienie], [w:] Śląskie miscellanea, t. 10, pod red. Jana Malickiego i Krystyny Heskiej-Kwaśniewicz, Katowice 1997, s. 94-96.
- - Profesora Józefa Mayera curriculum vitae, „Książnica Śląska” T. 25: 1988-1994, s. 104-108.
- - Projekty ekslibrisów Biblioteki Śląskiej z lat 1934-1984, Katowice 1992. Teka ([33] k. tabl., il.).
- - Przyjaciel jest nadzieją serca…, [w:] Z bliska i z daleka. 90 lat szkoły średniej w Szczekocinach we wspomnieniach i dokumentach (1918-2008). IV Ogólnoszkolny Zjazd Absolwentów 7-8 czerwca 2008 r., Szczekociny 2008, s. 158-170, il.
- - Siedemnastowieczne intermedia z kręgów literatury plebejskiej w zbiorach Biblioteki Śląskiej, [w:] Wśród zagadnień polskiej literatury barokowej, cz. 2, Motywy, inspiracje, recepcja, pod red. Zbigniewa Jerzego Nowaka, Katowice 1980, 110-115, [3] s. (Prace Naukowe Uniwersytetu Śląskiego, nr 384).
- – Szesnastowieczny odpis „Ustaw prawa polskiego” w zbiorach Biblioteki Śląskiej, „Biuletyn Informacyjny Biblioteki Śląskiej” R. 17: 1972 (druk 1974), s. 44-57.
- – Trzydziestolecie Oddziału Śląskiego Towarzystwa Przyjaciół Książki, „Komunikat Towarzystwa Przyjaciół Książki” nr 78/82, R. 35/39: 1998/2002, Warszawa 2004, s. 35-42.
- - W kręgu bibliofilów śląskich, „Książnica Śląska” T. 24: 1988-1993, Katowice 1993, s. 121-130.
- - Wspomnienie o Jerzym Wojciechowskim – przyjacielu książek i ludzi, Katowice [1994], [4] s. (Komunikat Oddziału Śląskiego TPK ; nr 42).
- – Wystawy i pokazy przygotowane przez Dział Zbiorów Specjalnych Biblioteki Śląskiej w latach 1977-1980, „Książnica Śląska” T. 21: 1979-1982 (druk 1983), s. 63-77.
- - Wystawy ikonograficzne ze zbiorów Biblioteki Śląskiej przygotowane w latach 1984-1986, „Książnica Śląska” T. 23 : 1985-1987 (druk 1988), s. 18-27.
- – Szlifierzowi wiedzy i charakterów – w hołdzie, „Echo Szczekocin" nr 12 (43): 2014, s. 10-11.

### Biogramy
- Bursa Stanisław Władysław (1865-1947) [w:] Słownik pracowników książki polskiej, pod red. Ireny Treichel, Warszawa 1972, s. 101.
- Foltyn Franciszek (zm. 1896), [w:] Słownik pracowników książki polskiej..., s. 228-229.
- Skalicka Maria (19 VIII 1923 Ustroń, Śląsk Cieszyński – 29 IX 2002 Katowice) [w:] Słownik pracowników książki polskiej. Suplement III, pod red. Hanny Tadeusiewicz, Warszawa 2010, s. 252.
- Sztwiertnia Jan (1911-1940), [w:] Śląski słownik biograficzny, t. 2, pod red. Jana Kantyki i Władysława Zielińskiego, Katowice 1979, s. 248-250.
- Wszelaczyński Władysław (1847-1896), [w:] Słownik pracowników książki polskiej…, s. 992.
- Wulffers Jan (1741-1804), Słownik pracowników książki polskiej…, s. 992.

### Współautorstwo
- Musioł Danuta, Gumuła Urszula, Najcenniejsze zabytki rękopiśmiennicze i drukowane w zbiorach specjalnych Biblioteki Śląskiej. Informator o wystawie, [Katowice 1992], 8, [1] s., il. kolor.
- Musioł Danuta, Gumuła Urszula, Dzieło Sejmu Czteroletniego. W dwusetną rocznicę Konstytucji 3 Maja. Informator o wystawie, Katowice 1991, [8] s., il.
- Musioł Danuta, Gumuła Urszula,  Świat podług Schedla, „Dziennik Zachodni” 1993, nr 219.
- Musioł Danuta, Gumuła Urszula, Księga łańcuchowa, „Dziennik Zachodni” 1993, nr 238.
- Musioł Danuta, Gumuła Urszula, Nitsche Irena, Żywirska Maria, Skarby języka polskiego, zabytki piśmiennictwa i arcydzieła literatury. Informator o wystawie, Katowice 1988, 11, [1] s., il. [Wystawa przygotowana z okazji II Kongresu Kultury Języka Polskiego. Katowice 1988].
- Musioł Danuta, Maresz Barbara,  Pasje bibliofilskie Romana Chrząstowskiego, Katowice 1997, leporello (6 s.), il., portr.
- - Musioł Danuta, Maresz Barbara, Zafascynowany..., „Komunikat Towarzystwa Przyjaciół Książki” nr 76/77, R. 33/34: 1996/1997, Warszawa 2001, s. 39-40. [O wystawie ze zbiorów Romana Chrząstowskiego, przygotowanej przez Barbarę Maresz i Danutę Musiołową w Bibliotece Śląskiej. Maj-czerwiec 1997].
- Musioł Danuta, Niewiadomska Grażyna, Katowice w rysunkach i grafice XIX i XX wieku. Katalog wystawy. Biblioteka Śląska, Katowice, październik 1984, [scen. wystawy i oprac. kat. Danuta Musiołowa, Grażyna Niewiadomska], Katowice 1984, [60] s.
- Musioł Danuta, Niewiadomska Grażyna, Miasta i przemysł śląski w grafice XX wieku. Katalog wystawy, Biblioteka Śląska, Katowice, styczeń 1980, Katowice 1980, [8] s., 12 tabl.
- Musioł Danuta, Niewiadomska Grażyna, Wizerunki Katowic w zbiorach Biblioteki Śląskiej (Komunikat z wystawy), [w:] Kronika Katowic’84, ’85, Katowice 1986 Rocznik Muzeum Historii Katowic, T, II, s. 96-97
- Musioł Danuta, Skalicka Maria, Wśród toruńskich przyjaciół, Katowice 1987, s. 3 (Komunikat Oddziału Śląskiego TPK ; [nr 19]).
- Musioł Danuta, Skalicka Maria, Wieczór przyjaźni bibliofilskiej, Katowice 1988, s. 4 (Komunikat Oddziału Śląskiego TPK ; [nr 22]).
- Musioł Danuta, Skalicka Maria, W kręgu bibliofilów śląskich : 1968-1988, Katowice 1988, 77 s.
- - Biblioteka Śląska – Katowice. Informator dla czytelników, [oprac. Danuta Musiołowa, Teresa Służałek], Katowice 1973, 87 s., il.
- - Biblioteka Śląska w Katowicach. Informator dla czytelników, oprac. Danuta Musiołowa, Teresa Służałek, wyd. 2 zm., Katowice 1981, 51, [1] s., [23] s. tabl., il.
- Musioł Danuta, Służałek Teresa, Pięćdziesięciolecie Biblioteki Śląskiej, „Pomagamy Sobie w Pracy” R. 18: 1973 nr 2, s. 4-10, il., tabl.
- Musioł Danuta, Służałek Teresa, Pul stoleti ve sluzbie polske vedy a kultury (50 let Biblioteki Slaskiej v Katovicich), „Knihovnictvi a Bibliografie” R. 25: 1974 cislo 9, s. 77-85, tab.
- Musioł Danuta, Tyrna-Danielczyk Elżbieta, Masonika w zbiorach Biblioteki Śląskiej. Katalog, Katowice 1998, 200 s., il.
- Musioł Danuta, Żywirska Maria, Katowickie środowisko literackie w XXX-leciu PRL (wystawa 8-19 kwietnia 1975 r.), „Biuletyn Informacyjny Biblioteki Śląskiej” R. 19: 1974 (druk 1976), s. 5-11.

### Opracowanie
- Gostomski Hieronim, Do Polski (fragment), [oprac. Danuta Musiołowa i Grażyna Niewiadomska], Katowice 1985, 6 s., il.
- Zegadłowicz Emil, Gawęda poety z typografem  (fragmenty), [fragmenty wybrała i notkę bibliograficzną oprac. Danuta Musiołowa], Katowice 1984, [4] s.
- Michalik Franciszek, Wykonawstwo egzaminacyjnych sztuk mistrzowskich w świetle Edyktu  króla pruskiego Fryderyka II z 1747 roku, transkrypcję tekstu osiemnastowiecznego opracowała oraz przypisała opatrzyła Danuta Musioł, [w:] Ziemia Śląska, t. 3, pod red. Lecha Szarańca, Katowice 1993, s. 203-217.

### Prace redakcyjne
- - Bibliografia Śląska 1969, oprac. zespół pod kier. Teresy Służałek, Warszawa-Kraków, 1973, XX, 327 s.
- - In memoriam Karola Musioła 1929-1982, Katowice 1989, [16] s., 10 tabl.
- - Bibliografia polska Karola i Stanisława Estreicherów, cz. III, Obejmująca druki stuleci XV-XVIII w układzie abecadłowym, ogólnego zbioru t. XXXIV, części III tom XXIII:, Litera Z-Zazdrość, Kraków 2000. [Członek zespołu redakcyjnego].
- - Bibliografia polska Karola i Stanisława Estreicherów, cz. III, Obejmująca druki stuleci XV-XVIII w układzie abecadłowym, ogólnego zbioru t. XXXV, części III tom XXIV:, Litera Zb-Zil, Kraków 2007. [Członek zespołu redakcyjnego].
- - Katalog wystawy Mickiewiczowskiej. Dla uczczenia roku Mickiewiczowskiego 1955 Biblioteka Śląska, [wydawnictwo zbiorowe pod red. Jacka Koraszewskiego], Stalinogród [Katowice] 1956, 64 s., [8] k. tabl. il. [Członek Komitetu Wystawowego].